# River Heights
River Heights város az USA Utah államában, Cache megyében. Lakosainak száma 2144 fő (2020. április 1.). River Heights Logan és Providence településekkel határos.

## Népesség
A település népességének változása:
| Lakosok száma | 208  | 1734 | 2144 |
|               | 1920 | 2010 | 2020 |